# Zaia
A Zaia a Cirque du Soleil kanadai székhelyű cirkusztársulat kortárs cirkusz műfajú színpadi produkciója volt, mely a makaói The Venetian Macao, Cotai Strip épületében került bemutatásra. A 90 perces előadást először 2008 augusztusában mutatták be 75 magasan képzett artistaművésszel a világ minden tájáról. A Zaia volt a Cirque du Soleil első állandó műsora Ázsiában. Az erre az alkalomra épített színházterem 1800 néző befogadására volt alkalmas.
Több tényező, köztük legfőképp az alacsony nézőszám miatt, a show 2012. február 19-én végleg bezárta kapuit. Ennek ellenére a Venetian Macao Resort tulajdonosa, a Las Vegas Sands Corp. így nyilatkozott: „A Zaia 3½ évig futó előadásaira, sikeresen kell tekinteni, mert határozottan támogatta azt az érvet, hogy van jövője a szórakoztatásnak Makaón.“

## Története
A Zaia 2008-ban nyílt meg, alacsony kezdeti látogatottsággal, ezért  a műsort kiegészítettek új, kínai stílusú elemekkel, mint például az oroszlán tánc és a repülő sárkány produkció. A változtatás fokozott jegyértékesítést hozott. A magasabb nézőszám ellenére, a show 2011 végén még mindig veszteséges volt, így várható volt, hogy a tíz éves szerződés lejárta előtt meg fog szűnni a műsor. Ez így is történt, 2012. február 7-én a Sands China és a Cirque du Soleil bejelentette, hogy a műsor 2012. február 19-én végleg bezárja kapuit. A Zaia mindössze három és fél évig futott az eredetileg kitűzött tíz helyett, hasonlóan a Soleil korábbi, Nouvelle Expérience című előadásához, bár utóbbi nem volt ennyire veszteséges.
Az előadásokat szerda kivételével hétköznap 19:00 órakor, hétvégén 19:00 és 21:30 órai kezdéssel tartották.

## Műsorszámok
A Zaia a cirkusz és a tánc elemeit kombinálta, így az alábbi műsorszámok kerültek bemutatásra.
- Koreográfia I. – Cityscape
- Légi bambusz
- Görkorcsolyázás
- Oroszlán tánc
- Koreográfia II. – Dance of the automatons
- Zsonglőrködés
- Repülő trapéz
- Kéz a kézben
- Kézegyensúlyozás
- Légi gurtni duó
- Koreográfia III. – Tűz-tánc
- Trambulin és X-board

### Levették a műsorról
- Rola Bola
- Kínai rudak és gömbök
- Légi keret

## Zene
A show zenéjét Violaine Corradi komponálta, mely 2009. május 26-án albumon is megjelent. A kiadványon az alábbi dalok szerepeltek.
1. Noi (Finálé)
2. Aestus Calor (Cityscape)
3. Ignis (Zaia lufija)
4. Hatahkinn (Légi bambusz)
5. Aquilex
  - Kínai rudak és gömbök (2008–2010)
  - Transition into Lion Dancing (2010–2012)
6. Comissatio
  - Kínai rudak és gömbök (2008–2010)
  - Oroszlán tánc (2010–2012)
7. Blue Ales (Közjáték)
8. Adrideo (Bohóc bevezetés)
9. Ardor Oris (Nyitány)
10. Aequor Oris (Tűz-tánc)
11. Caelestis (Légi keret)
12. Undae (Közjáték)
13. Temperatio
  - Zsonglőrködés (2008–2010)
  - Görkorcsolyázás (2010–2012)
  - Légi keret felállítás
14. Ellâm Onru (Kéz a kézben)
15. Gaudiumni (Trambulin és X-Board)
16. Utinam (Légi gurtni)

## Hang és Kép
- ZAİA promóciós videó (2009)

## Fordítás
Ez a szócikk részben vagy egészben  a   Zaia című angol Wikipédia-szócikk fordításán alapul.  Az eredeti cikk szerkesztőit annak laptörténete sorolja fel. Ez a jelzés csupán a megfogalmazás eredetét és a szerzői jogokat jelzi, nem szolgál a cikkben szereplő információk forrásmegjelöléseként.